# Ядро одинокого шляху
Ядро одинокого шляху (лат. nucleus tracti solitarii) - одне з ядер довгастого мозку у людини і ссавців. Являє собою стовбур сірої речовини, який тягнеться вздовж одинокого шляху. Відростки нейронів ядра входять до складу лицевого, язико-глоткового і блукаючого нервів. Ядро є місцем входу сенсорних нервів від внутрішніх органів, слугує перемикачем вагусних рефлексів. Бере участь в автономній регуляції серцево-судинної, імунної, травної і дихальної системи. Завдяки потужним взаємозв'язкам з гіпоталамусом є ланкою у формуванні апетиту.

## Анатомія

### Локалізація і структура
Ядро одинокого шляху знаходиться у дорсо-медіальній частині довгастого мозку. Різні спеціалісти виділяють до 10 відділів ядра. 

### Нервові клітини
У ядрі присутні нейрони різноманітного розміру і форми. Значна частина нейронів - інтернейрони.
На відміну від інших ядер, тіла нейронів ядра одинокого шляху містять більшість відомих нейромедіаторів ссавців. 
Нейрони ядра мають досить високу кількість рецепторів до греліну. Деякі нейрони каудальної частини експресують білок проопіомеланокортин, а також мають рецептори до лептину і холецистокініну.

### Аферентні шляхи
Аферентні шляхи йдуть у складі трійчастого, язико-глоткового, лицевого і блукаючого нервів. До ядра йдуть закінчення від барорецепторів каротидного синусу і аортальних тілець. Також до ядра підходять і спинномозкові шляхи від грудних та поперекових сегментів. На нього проектуються закінчення від шовного ядра та ретикулярної формації, а також від вентральної зони довгастого мозку.
Головні низхідні шляхи з переднього мозку починаються у гіпоталамічних ядрах і у мигдалині.

### Еферентні шляхи
Еферентні шляхи в основному забезпечують зворотній зв'язок між ядром і органами, що посилають до нього свої нервові закінчення. Ці шляхи закінчуються на:
- еферентних нейронах ядер блукаючого нерву
- прегангліонарних еферентних нейронах спинного мозку
- нейронах вентро-латеральної частини довгастого мозку
- на структурах мосту, зокрема блакитній плямі і шовному ядрі
- ядрах гіпоталамусу, мигдалині й у лімбічній системі

## Функція
Ядро одинокого шляху є центром барорецепції, смаку, регуляції дихання і шлунково-кишкової моторики. Також воно регулює надходження рідини з крові до спинномозкової рідини.

### Смакова рецепція
Смакові рецептори сполучені синапсами з сенсорними нейронами вузлів лицевого, язико-глоткового і блукаючого нерва. Аксони цих нейронів досягають нервових клітин передньої (ростральної) частини ядра одинокого шляху, які іннервують підкоркові центри смаку у присередньому і вентральному ядрах таламусу. При цьому відростки з правого ядра переходять на ліву частину таламуса і навпаки. Таламічні ядра передають смакову інформацію далі до кори головного мозку.

### Регуляція шлунково-кишкової моторики

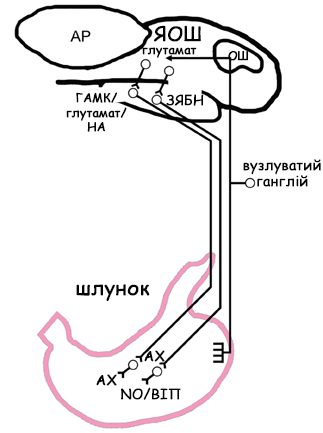
Схема регуляції скорочень шлунку за участі ядра одинокого шляху (ЯОШ)
АР - найбільш заднє поле
ЗЯБН - заднє ядро блукаючого нерва
ОШ - одинокий шлях
НА - норадреналін
ВІП - вазоінтестинальний пептид
ГАМК - гамма-аміномасляна кислота
NO - оксид азоту

Ядро регулює скорочення гладеньких м'язів шлунку. Сенсорні нейрони вузлуватого ганглію реагують на механічний чи хімічний подразник, що діє на стінку шлунку, і виділяють збуджувальний медіатор глутамат, активуючи нейрони ядра одинокого шляху. Ці нейрони можуть виділяти збуджувальні (глутамат або норадреналін) або гальмівні (ГАМК) нейромедіатори, впливаючи на мотонейрони заднього ядра блукаючого нерва. Заднє ядро аксонами своїх нервових клітин збуджує нейрони стінки шлунка за допомогою виділення ацетилхоліну. Останні нейрони можуть також секретувати ацетилхолін, збуджуючи м'язи шлунка, або виділяти розслаблюючі медіатори: вазоінтестинальний пептид і оксид азоту.
Іншим механізмом у який задіяні нейрони ядра, є формування мігруючого моторного комплексу шлунку і кишки. Його початком є збудження закінчень вагуса серотоніном, що виділяється ентерохромафінними клітинами у порожнину шлунка під впливом гормону мотіліну. Нервові імпульси досягають збуджувальних глутаматергічних клітин ядра одинокого шляху, які збуджують мотонейрони заднього ядра блукаючого нерва. Ці нейрони активують нервові клітини стінки шлунка, які у відповідь викликають скорочення м'язів шлунка внаслідок виділення ацетилхоліну. Виділення серотоніну стимулює подальшу секрецію мотиліну, тому процес повторюється

### Регуляція дихальних функцій
Нейрони ядра є нервовим центром рефлексу Герінга-Броєра. Аферентні закінчення від рецепторів розтягнення легень продукують нейромедіатори глутамат і АТФ, які збуджують гальмівні нейрони ядра, які в свою чергу гальмують мотонейрони дихальних м'язів.
Ядро одинокого шляху є складовою дихального центру. Передньобічна частина цього ядра складається з інспіраторних нейронів. Від них прямує екстрапірамідний шлях, пов'язаний з регуляцією співдружносіт дихальних м'язів – одинокоспинномозковий шлях (лат. tractus solitariospinalis).
Показано, що через ядро одинокого шляху передається зворотний зв'язок при навчанні співу. Нервові імпульси надходять від рецепторів гортані через блукаючий та язико-глотковий нерви, а потім передаються від ядра до вентрального постеромедіального ядра таламусу. Звідти інформація досягає соматосенсорної кори. Також існує взаємний зв'язок ядра одинокого шляху із центральною сірою речовиною, де відбувається консолідація сигналів, що призводять до створення звуків. 

### Регуляція імунної системи
Ядро також може брати участь у нервовому контролі імунної системи, а саме у так званому «запальному рефлексі». Чутливі закінчення блукаючого нерва активуються прозапальними цитокінами TNF-α and IL-1β і медіаторами гістаміном і простагландинами. У відповідь збуджувальні нейрони ядра одинокого шляху активують вагусні ефекторні закінчення, які виділяють ацетилхолін. Ацетилхолін зв'язується з альфа-нікотиновим рецептором на макрофагах і блокує виробництво прозапальних цитокінів.

## Захворювання
Дослідження щурів із спонтанною гіпертензією показало, що ядро одинокого шляху в них продукує відмінні кількості медіаторів запалення (простагландинів, лейкотриєнів, інтерлейкінів) від звичайних щурів. Ці медіатори спонукають лейкоцити рухатися ближче до навколишніх кровоносних судин, прикріплюватися до ендотелію та викликати запалення мозку. Також у щурів із спадковою гіпертензією встановлено зменшення активності ферменту лейкотриєн-4В-12-гідроксидегідрогенази, який руйнує цю молекулу, і збільшення активності ферменту 5-ліпооксигенази, яка синтезує цей фактор з арахідонової кислоти. Таким чином запалення судин поблизу ядра одинокого шляху може бути однією з причин артеріальної гіпертензії. 
Порушення роботи ядра одинокого шляху спостерігають за деяких видів аутизму. Ядро є одною з небагатьох ділянок мозку, де гематоенцефалічний бар'єр є неповним упродовж першого року життя дитини після народження, і в ньому до того часу існують фенестри, які дозволяють великим молекулам і йонам потрапляти до нейронів. Деякі дослідники вважають, що через ці фенестри страждає саме ядро одинокого шляху, оскільки воно межує з четвертим шлуночном мозку.
Також нейрони ядра можуть бути задіяні у вторинних порушеннях моторики шлунка, яка контролюється майже виключно ваго-вагусними рефлексами, в результаті ушкодження спинного мозку.

## Історія відкриття
Довгий час після відкриття одинокого шляху ядра навколо нього не були досліджені. Анатоми вважали, що колона сірої речовини навколо одинокого шляху складається з декількох окремих ядер. Перша вказівка на ядро одинокого шляху датується 1895 роком (під назвою «дорзальне сенсорне ядро язико-глоткового нерва»), а 1897 року ядро вперше з'являється у монографії під сучасною назвою. Проте ще багато років після цього багато анатомів вважали, що блукаючий та язико-глотковий нерв починаються деінде. Остаточно топографію ядер навколо одинокого шляху було встановлено лише у 1960-ті роки.
Довгий час у підручниках з анатомії і фізіології головним центром смаку вважалося вставне ядро довгастого мозку, тому нервові закінчення лицевого нерва малювали такими, що проходять крізь ядро одинокого шляху. Лише у 1980-ті роки була виявлена роль вставного ядра у вестибулярних рефлексах, а центром смаку було визнано ядро одинокого шляху.